# Минолга
Минолга — река в России, протекает в Томской области. Устье реки находится в 256 км по правому берегу реки Тым. Длина реки составляет 54 км, площадь водосборного бассейна — 558 км².

## Притоки
- 7 км: Усец
- 9 км: Нобик
- 32 км: Оленья

## Данные водного реестра
По данным государственного водного реестра России относится к Верхнеобскому бассейновому округу, водохозяйственный участок реки — Обь от впадения реки Васюган до впадения реки Вах, речной подбассейн реки — Васюган. Речной бассейн реки — (Верхняя) Обь до впадения Иртыша.